# 태평흥국
태평흥국(太平興國, 976년 12월 ~ 984년 11월)은 북송 태종(太宗) 조경(趙炅)의 첫번째 연호이다. 7년 11개월 가량 사용하였다.
태평흥국 연호를 차용한 십국(十國) 국가는 오월(吳越, 976년 12월 ~ 978년 5월)이 있다.

## 개원
- 개보(開寶) 9년 12월 22일[1](977년 1월 14일)에 연호를 태평흥국(太平興國)으로 개원함.[2][3][4][5]

- 태평흥국(太平興國) 9년 11월 21일[6](984년 12월 16일)에 연호를 옹희(雍熙)로 개원함.[2][7][4][5][8]

## 연대 대조표
| 태평흥국   | 원년           | 2년        | 3년        | 4년                  | 5년        | 6년        | 7년        | 8년                 | 9년        |
| 서기(西紀) | 976년          | 977년      | 978년      | 979년                | 980년      | 981년      | 982년      | 983년               | 984년      |
| 간지(干支) | 병자(丙子)     | 정축(丁丑) | 무인(戊寅) | 기묘(己卯)           | 경진(庚辰) | 신사(辛巳) | 임오(壬午) | 계미(癸未)          | 갑신(甲申) |
| 요(遼)     | 보녕(保寧) 8년 | 9년        | 10년       | 11년 건형(乾亨) 원년 | 2년        | 3년        | 4년        | 5년 통화(統和) 원년 | 2년        |
| 북한(北漢) | 광운(廣運) 3년 | 4년        | 5년        | 6년                  | -          | -          | -          | -                   | -          |

## 동시대 연호

### 중국
요(遼)
- 보녕(保寧) (969년 ~ 979년)
- 건형(乾亨) (979년 ~ 983년)
- 통화(統和) (983년 ~ 1012년)

북한(北漢)
- 광운(廣運) (974년 ~ 979년)

대리국(大理國)
- 명정(明政) (969년 ~ 985년)

호탄 왕국(于闐國)
- 천존(天尊) (967년 ~ 977년)
- 중흥(中興) (978년 ~ 985년)

### 베트남
딘 왕조(丁朝)
- 타이빈(太平) (970년 ~ 980년)

전 레 왕조(前黎朝)
- 티엔푹(天福) (980년 ~ 988년)

### 일본
- 조겐(貞元) (976년 ~ 978년)
- 덴겐(天元) (978년 ~ 983년)
- 에이간(永觀) (983년 ~ 985년)

## 같이 보기
- 중국의 연호 목록